# ماتسوئورا، ناگاساکی
ماتسوئورا در استان ناگازاکی در کشور ژاپن واقع شده‌است  که دارای جمعیت ۲۶٬۰۰۷ نفر و مساحت ۱۳۰٫۳۵ کیلومتر مربع با تراکم جمعیت ۲۰۰  نفر در کیلومترمربع است و در تاریخ ۱ ژانویه ۲۰۰۶ به عنوان شهر شناخته شد.